# 윈체스터 (영화)
《윈체스터》(영어: Winchester)은 2018년 개봉한 미국, 오스트레일리아의 판타지 공포 미스터리 스릴러 영화이다. 마이클 스피어리그, 피터 스피어리그가 감독을 맡았으며, 2018 필리핀에서 상영되었다.

## 출연
주연
- 헬렌 미렌 - 사라 윈체스터 역
- 제이슨 클락 - 에릭 프라이스 역
- 사라 스누크

조연
- 앵거스 샘슨
- 아몬 파렌
- 로라 브렌트
- 타일러 코핀